# NGC 1784
NGC 1784 este o galaxie spirală situată în constelația Iepurele. A fost descoperită în 11 decembrie 1836 de către John Herschel. Se află la o distanță de 26,55 de megaparseci de Pământ.